# Scolops luridus
Scolops luridus är en insektsart som beskrevs av Breakey 1929. Scolops luridus ingår i släktet Scolops och familjen Dictyopharidae. Inga underarter finns listade i Catalogue of Life.